# 761-es busz (2009–2015)
A 761-es jelzésű elővárosi autóbusz Budapest, Kelenföld vasútállomás és Sóskút, iskola között közlekedett munkanapokon.

## Megállóhelyei
| 0                                     | Budapest, Kelenföld vasútállomás induló végállomás |                                                                       |
| 1                                     | Budapest, Péterhegyi út                            | 710, 712, 720, 724, 725, 732, 734, 735, 736, 737, 760, 762, 767       |
| Budapest–Budaörs közigazgatási határa |                                                    |                                                                       |
| 2                                     | Budaörs, benzinkút                                 | 172, 172B, 173, 288 724, 731, 732, 734, 735, 736, 760, 762 1163, 1256 |
| 3                                     | Budaörs, Tetra Pak                                 | 88, 88B, 188E 758, 760, 762                                           |
| (+1)                                  | Biatorbágy, Premier Outlet                         | 760, 762, 767                                                         |
| 4                                     | Biatorbágy, ALPINE                                 | 760, 762, 767, 778 1256                                               |
| 5                                     | Biatorbágy, Meggyfa utca                           | 760, 763, 767, 778                                                    |
| 6                                     | Biatorbágy, Vasúti utca                            | 760, 763, 767, 778, 782                                               |
| 7                                     | Biatorbágy, Kolozsvári utca                        | 760, 762, 763, 767, 782                                               |
| 8                                     | Biatorbágy, orvosi rendelő                         | 760, 762, 763, 767, 782                                               |
| 9                                     | Biatorbágy, Szentháromság tér                      | 760, 762, 763, 767, 782                                               |
| 10                                    | Biatorbágy, Calvin tér                             | 760, 762, 763, 767, 782                                               |
| 11                                    | Biatorbágy, autóbusz-forduló                       | 762, 782                                                              |
| 12                                    | Biatorbágy, alsómajor                              | 762                                                                   |
| 13                                    | Biatorbágy, erdészház                              | 762                                                                   |
| 14                                    | Biatorbágy, Pecató                                 | 762                                                                   |
| 15                                    | Sóskút-Öreghegy, Széles utca                       | 762                                                                   |
| 16                                    | Sóskút, kőbánya                                    | 762                                                                   |
| 17                                    | Sóskút, iskola érkező végállomás                   | 722, 724, 762                                                         |